# Carex meridiana
Carex meridiana är en halvgräsart som beskrevs av Shigeo Akiyama. Carex meridiana ingår i släktet starrar, och familjen halvgräs. Inga underarter finns listade i Catalogue of Life.